# Sin Takes a Holiday

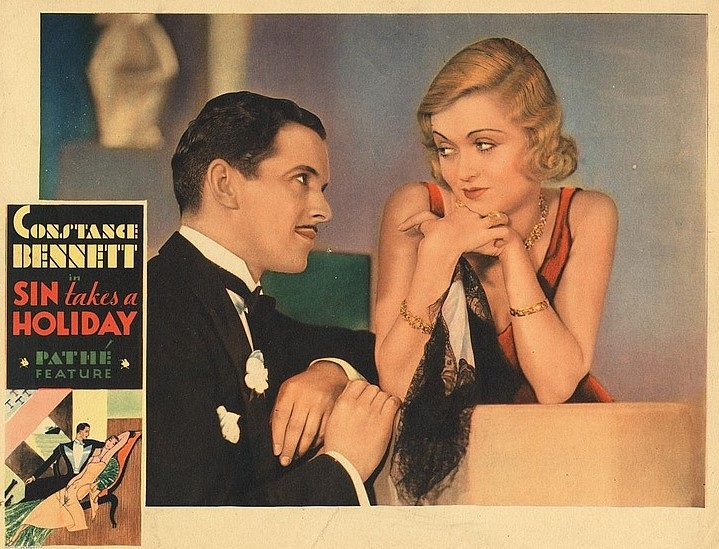
Carte promotionnelle du film.

Sin Takes a Holiday est un film américain réalisé par Paul L. Stein et sorti en 1930.

## Synopsis
Une secrétaire amoureuse de son patron accepte un mariage de complaisance pour le sortir de l'embarras.

## Fiche technique
- Réalisation : Paul L. Stein
- Assistant réalisateur : E. J. Babille
- Scénario : Horace Jackson d'après une histoire de Robert Milton et Dorothy Cairns
- Producteur : E. B. Derr
- Photographie : John Mescall
- Montage : Daniel Mandell
- Musique : Francis Gromon
- Production : Pathé Exchange
- Son : RCA Photophone[2]
- Genre : Drame[2]
- Distributeur : RKO Radio Pictures
- Durée : 75 minutes
- Date de sortie :
  - États-Unis : 10 novembre 1930

## Distribution
- Constance Bennett	: Sylvia Brenner
- Kenneth MacKenna : Gaylord Stanton
- Basil Rathbone : Reggie Durant
- Rita La Roy : Grace Lawrence
- Louis John Bartels : Richards
- John Roche : Sheridan
- Zasu Pitts : Annie
- Kendall Lee : Miss Munson
- Murrell Finley : Ruth
- Helen Johnson : Miss Graham
- Fred Walton : le majordome